# Шарль Мелман
Шарль Мелман (Мельман) (фр. Charles Melman; 3 липня 1931, Париж — 20 жовтня 2022) — французький невро-психіатр і психоаналітик, послідовник Жака Лакана. Засновник Міжнародної Лаканівської асоціації, найбільшої організації лаканівського напрямку. Головний редактор журналу «La célibataire». Продовжив вести семінари в Клініці Святої Анни після смерті свого вчителя Жака Лакана 1981 року. Слідуючи бажанню Фрейда, пояснити роботу психоаналізу мовою точної науки, і бажанням Лакана знайти психоаналітичний метод роботи з важкими психічними захворюваннями, Шарль Мелман проводить міждисциплінарні дослідження в царині психозу, шизофренії і параної; на практиці він інтегрує в психоаналіз інституційну психіатрію.

## Семінари
- Melman C. Étude critique du séminaire RSI de Jacques Lacan . Séminaire 1981—1982. [Paris: ALI, 2002.]
- Melman C. Les structures lacaniennes des psychoses. Séminaire 1983—1984. Paris: ALI, 2000..
- Melman C. Nouvelles études sur l'inconscient. Séminaire 1984—1985. Paris: ALI, 2000..
- Melman C. Questions de clinique psychanalytique. Séminaire 1985—1986.
- Melman C. La névrose obsessionelle. Séminaire 1987—1988 et 1988—1989. [Paris: ALI, 1999..]
- Melman C. La nature du symptôme. Séminaire 1990—1991. Paris: ALI, 2000..
- Melman C. Returning to Schreber. Seminar 1994—1995. Paris: ALI, 1999..
- Melman C. Les paranoïas. Séminaire 1999—2001. [Paris: ALI, 2003.]
- Melman C. Pour introduire à la psychanalyse aujourg'hui. Séminaire 2001—2002. [Paris: ALI, 2005.]

## Твори
- Melman C. L'Homme sans gravité : Jouir à tout prix. Paris: Editions Gallimard, 2005
- Melman C. Lacan et les anciens : 3 leçons: Le métier de Zeus, Phédon, De l'âme. Paris: ALI, 2008
- Melman C. Entretiens à Bogota. Paris: ALI, 2008
- Melman C., Bergès J. Le corps dans la neurologie et dans la psychanalyse . Paris: Erès, 2005